# هنري إف. توماس
هنري إف. توماس هو سياسي أمريكي، ولد في 17 ديسمبر 1843 في بلدة تومبكينس في الولايات المتحدة، وتوفي في 16 أبريل 1912 في ألغن في الولايات المتحدة. نشط حزبياً في الحزب الجمهوري. وقد انتخب عضو مجلس ولاية ميشيغان ‏ وانتخب عضو مجلس نواب ميشيغان ‏ وانتخب عضو مجلس النواب الأمريكي ‏.